# George Alan Rekers
George Alan Rekers (* 11. Juli 1948) ist ein US-amerikanischer Psychologe und baptistischer Pastor.

## Leben
Rekers studierte nach seiner Schulzeit Psychologie am Westmont College, an der University of California in Los Angeles, an der Columbia International University und an der University of South Africa. Nach seinem Studium war Rekers als Psychologe tätig. Unter anderem arbeitete er für die Organisation National Association for Research and Therapy of Homosexuality (NARTH), in deren Vorstand er aufrückte. 1983 war Rekers gemeinsam mit James Dobson und Armand Nicholi Gründungsmitglied der US-amerikanischen Organisation Family Research Council.
Rekers betreibt die Webseite Teensextoday. Er ist verheiratet und hat zwei Kinder.

## Haltung zu Homosexualität
Rekers vertrat die Auffassung, Homosexualität sei ein „Gendefekt“, der innerhalb von 18 bis 22 Monaten behandelt werden könne. Die Vereinigung American Psychiatric Association (APA) hielt diese These für unwissenschaftlich und falsch.
Die Auswirkungen eines homosexuellen Lebensstiles beschreibt Rekers wie folgt:

„Der homosexuelle Lebensstil ist mit gewaltigen sozialen und persönlichen Nachteilen in Form von […] emotionaler Disfunktion in der Adoleszenz […] Drogenmissbrauch […] sexuell übertragenen Krankheiten […] Problemen in der Schule […] hohem Selbstmordrisiko und verkürzter Lebenszeit aufgrund anderer, nichtspezifischer Ursachen
verbunden.“

Er ist auch gegen die Pflege von Kindern in einem Haushalt, in dem ein homosexueller Erwachsener lebt. Insbesondere sieht er Gefährdungsmomente aufgrund der großen Belastung 

„durch [Bewohner], die an psychischen Problemen leiden und Drogen missbrauchen; […] durch das Zusammenleben [der Kinder] mit HIV-infizierten oder geschlechtskranken Individuen; […] weil sie schwuler Pornografie, Sexspielzeugen und unangemessenen sexuellen Aktivitäten ausgesetzt sind, was einschließen kann, dass Gäste ins Haus kommen; Belastungen durch aktuellen oder potentiellen Missbrauch durch homosexuell orientierte Individuen, welche als ‚Eltern‘ oder Gäste agieren; und mehr.“

Er tritt aus diesen Gründen explizit dafür ein, bestehende, auch langjährige Pflege- oder Adoptionsverhältnisse zu beenden und die Kinder und Jugendlichen auf andere Plätze zu geben, selbst dann wenn diese Erlebnisse bekanntermaßen traumatisch für diese sind. Rekers selber unternahm im Jahre 2010 eine mehrtägige Europareise in Begleitung eines männlichen Prostituierten, von dem er sich, nach Aussage des Prostituierten, durch erotische Massagen bedienen ließ. Rekers, der „sich ehrlich um das Wohlbefinden der Kinder sorgt“, und regelmäßig Pflegekinder aufnimmt, hat im Jahr 2006, einen 16-jährigen Jungen adoptiert. Auch deshalb erntet er nun scharfen Spott in den Medien, da er nach seinem eigenen Maßstab ungeeignet für die Kindererziehung ist.
2010 geriet Rekers in die internationale Medienberichterstattung, da er einen homosexuellen Callboy für eine Europareise als Begleiter auf der Webseite rentboy.com gebucht hatte. Nach den Medienberichten über diesen Vorfall trat Rekers im Vorstand von NARTH zurück.

## Schriften (Auswahl)
- The Christian World View of the Family, 1989
- Counseling Families, ISBN 978-0-8499-0595-7
- Family building: six qualities of a strong family, ISBN 978-0-8307-1046-1
- Making up the difference: help for single parents with teenagers, ISBN 978-0-8010-7726-5
- Shaping Your Child's Sexual Identity, ISBN 0-8010-7713-3
- Susan Smith: victim or murderer?, ISBN 978-0-944435-38-0
- Growing Up Straight: What Families should Know about Homosexuality, ISBN 978-0-8024-0156-4